# Campbellton
Campbellton è una cittadina del Canada, situata nella provincia del Nuovo Brunswick, situata sulla sponda sud del fiume Restigouche, che segna in parte il confine con il Québec, nella zona nord della provincia.